# Mateus 12

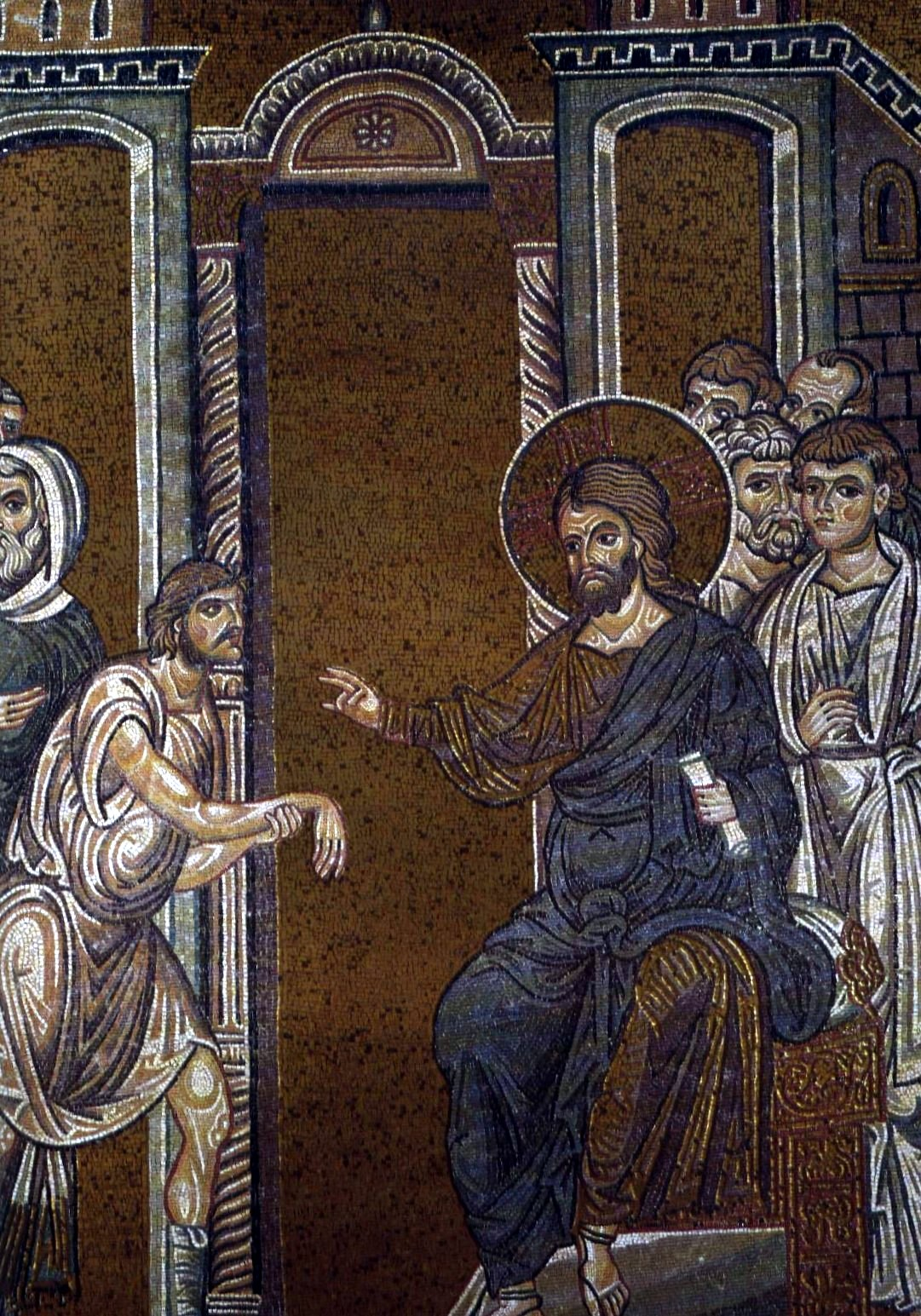
Jesus curando o homem com a mão atrofiada, um dos episódios de Mateus 12.
Mosaico do século XII na Catedral de Monreale, na Sicília.

Mateus 12 é o décimo-segundo capítulo do Evangelho de Mateus no Novo Testamento da Bíblia e continua a narrativa dos eventos do ministério de Jesus na Galileia. Bastante longo, este capítulo contém muitos episódios da vida pública de Jesus.

## Senhor do sabá
Esta história aparece em todos os evangelhos sinóticos (Marcos 2:23–28, Mateus 12:1–8 e Lucas 6:1–5). Os discípulos de Jesus são acusados de quebrarem a Lei Mosaica (neste caso, Êxodo 20:8–11) pelas autoridades judaicas quando são vistos colhendo trigo e moendo-o para comer durante o sabá. Jesus responde que seus atos são permitidos pois o sabá é feito para os homens e não o inverso. Ele lembra o ato de David e seus homens que, quando estavam famintos, receberam pão da proposição (uma referência a I Samuel 21:1–6). Diz Jesus:«Pois o Filho do homem é senhor do sábado.» (Mateus 12:8)

## Milagres

### Cura durante o sabá
Esta história também aparece nos três evangelhos sinóticos (Marcos 3:1–6, Mateus 12:9–13 e Lucas 6:6–11). Na sinagoga, Jesus chama um homem com a mão atrofiada num sabá e cura-o comandando que ele a esticasse, enfrentando novamente as autoridades religiosas. 

### Jesus é o servo
Conta Mateus que «os fariseus saíram dali e tramaram o modo de tirar-lhe a vida.» (Mateus 12:14). Por isso, Jesus se afastou e a todos que curava pedia sigilo. Cumpria, ainda segundo Mateus, uma profecia do profeta Isaías (no chamado Cânticos do Servo): 
| “ | «Eis aqui o meu servo que escolhi, O meu amado em quem a minha alma se agrada; Sobre ele porei o meu Espírito, E ele anunciará o juízo aos gentios. Não contenderá nem clamará, Nem ouvirá alguém a sua voz nas ruas. Não esmagará a cana quebrada, Nem apagará a torcida que fumega, Até que faça triunfar o juízo. Em seu nome esperarão os gentios.» (Mateus 12:18–21) | ” |

| “ | «Eis o meu servo, a quem sustenho; o meu escolhido no qual a minha alma se agrada. Tenho posto sobre ele o meu espírito, ele fará sair juízo às nações. Não clamará, nem levantará, nem fará ouvir a sua voz na rua. Não quebrará a cana rachada, nem apagará a torcida que fumega; com verdade fará sair o juízo. Não se apagará nem será quebrado, até que estabeleça o juízo na terra; e as ilhas esperarão a sua lei.» (Isaías 42:1–4) | ” |

Este trecho só existe em Mateus.

### O cego e mudo
Mateus relata então  (Mateus 12:22–28) mais um exorcismo de Jesus, no qual ele expulsa um demônio do corpo de um garoto cego e mudo. Porém, alguns acusaram-no: «Este não expele os demônios senão por Belzebu, chefe dos demônios.» (Mateus 12:24). Jesus os repreende e reafirma a chegada do reino de Deus: «Mas se pelo Espírito de Deus eu expulso os demônios, logo é chegado a vós o reino de Deus.» (Mateus 12:28). O trecho seguinte (Mateus 12:29), ainda parte da mesma parábola, é conhecido como "Parábola do Homem Valente" e nele Jesus profere um dos seus mais famosos ditos: "Quem não é por mim, é contra mim; e quem comigo não ajunta, espalha". Esta história aparece também em Lucas 11 (Lucas 11:14–20) e Marcos 3 (Marcos 3:22–27).

## Pecado imperdoável
Jesus prossegue falando sobre o pecado contra o Espírito Santo, considerado imperdoável, um trecho que aparece em várias partes do Novo Testamento, incluindo Lucas 12 (Lucas 12:8–12) e Marcos 3 (Marcos 3:28–30) e várias epístolas.

## Árvore e seus frutos

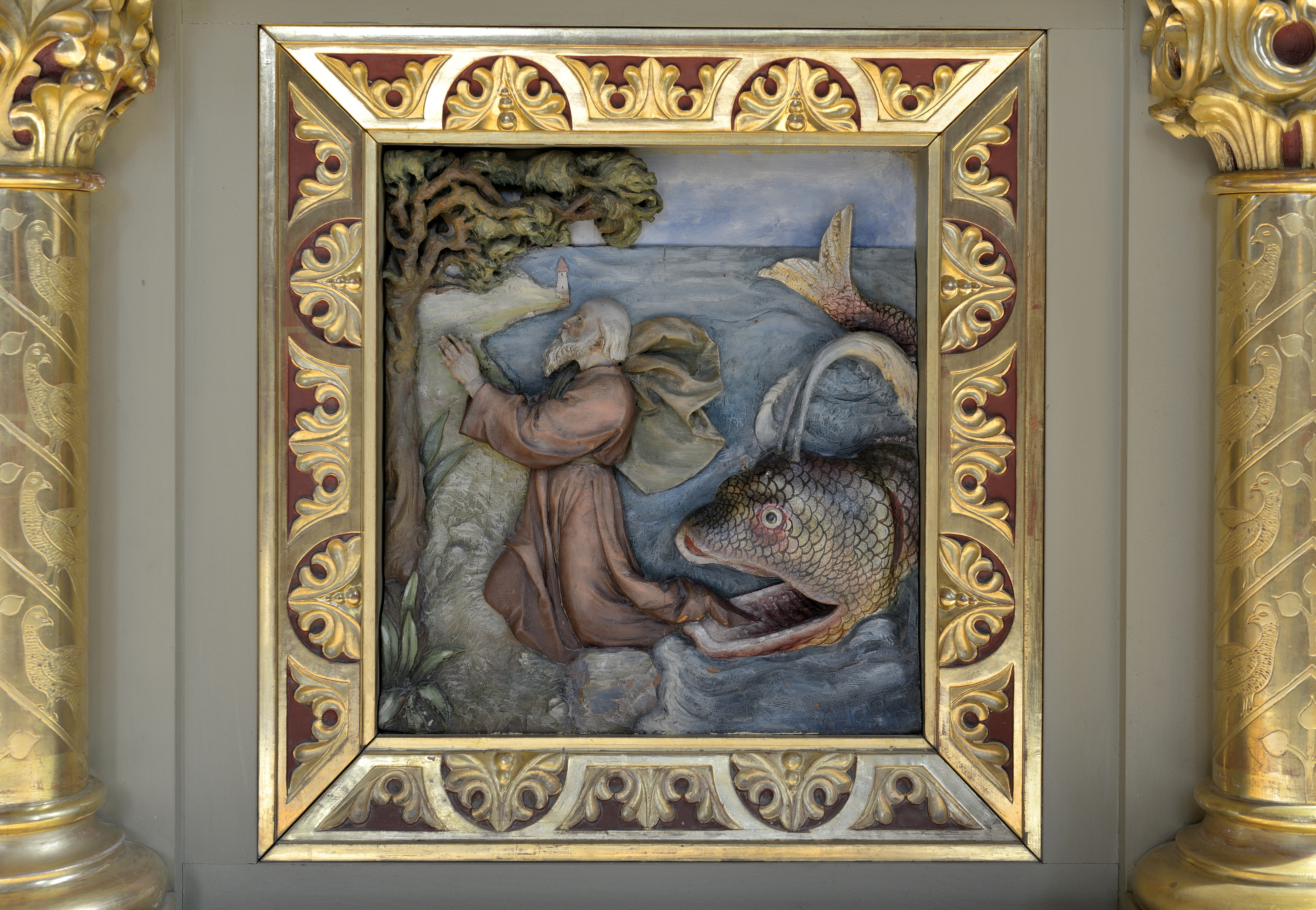
"Jonas e a baleia", uma alegoria utilizada por Jesus para fazer referência à sua própria ressurreição.
Relevo em madeira policromada (1910) de Josef Welponer-Strëubl na igreja paroquial de Ortisei, na Itália.

Em seguida, Jesus conta uma nova versão da "A Árvore e seus Frutos", que já havia aparecido em Mateus 7 (Mateus 7:15–20) e Lucas 6 (Lucas 6:43–45), afirmando que "pelo fruto se conhece a árvore". Ele chama os fariseus de "raça de víboras" e afirma que eles darão conta do que falam no dia do juízo.

## Sinal de Jonas
O Sinal de Jonas é, segundo Mateus 12:38–42, é o único sinal que Jesus dará para "uma geração má e adúltera" que o tempo todo lhe pede por sinais. O próprio Jesus explica que, assim como o profeta Jonas "esteve três dias e três noites no ventre do grande peixe, assim o Filho do homem estará três dias e três noites no coração da terra", uma clara referência à sua ressurreição e a Jonas 1:15–17. Em seguida, Jesus faz referência aos ninivitas, que se arrependeram com a pregação de Jonas, e à rainha de Sabá, que se submeteu à sabedoria de Salomão, indicando que Ele é maior do que os dois. Este trecho aparece também em Marcos 8 (Marcos 8:10–12), Lucas 11 (Lucas 11:29–32) e Mateus 16 (Mateus 16:1–4). 
Jesus logo em seguida fala sobre o que acontece com o demônio expulso anteriormente e como ele retorna ao corpo que não se cuida, tornando o caso ainda pior do que originalmente (Mateus 12:43–45) e também em Lucas 11 (Mateus 12:43–45).

## Verdadeiros parentes de Jesus
O capítulo termina com um relato sobre a família de Jesus (Mateus 12:46–50) e aparece também em Marcos 3 (Marcos 3:31–35) e Lucas 8 (Lucas 8:19–21). Quando alguém avisa Jesus que sua família está tentando falar com ele, Jesus responde:
| “ | «Quem é minha mãe, e quem são meus irmãos? Estendendo a mão para seus discípulos, exclamou: Eis minha mãe e meus irmãos! Pois aquele que fizer a vontade de meu Pai que está nos céus, esse é meu irmão, irmã e mãe.» (Mateus 12:48–50) | ” |